# Young and Wise
Young and Wise is een nummer van de Nederlandse band Racoon uit 2016. Het is de vijfde en laatste single van hun zesde studioalbum All In Good Time.
"Young and Wise" werd geschreven voor de dochters van de bandleden van Racoon. Het nummer werd in de eerste instantie eind 2014 al uitgebracht, maar werd geen succes. Daarom probeerde Racoon het in maart 2016 opnieuw. Toen werd het nummer een klein hitje in Nederland, met een 18e positie in de Tipparade.